# Eupatrides curiosa
Eupatrides curiosa is een rechtvleugelig insect uit de familie Chorotypidae. Willemse bedacht in 1931 de naam Celebomastax curiosa, maar veranderde dat in Eupatrides curiosus, wat daarna wéér werd veranderd in de huidige naam: Eupatrides curiosa